# 耶律制心
耶律制心（？—？），即韩制心，本名遂貞，小字可汗奴，蓟州玉田（今河北玉田）人，辽朝政治人物。大丞相韩德让的侄子，韓匡嗣第六子韩德崇之子。

## 生平
他的父亲韩德崇因为擅长医术，官至武定军节度使。耶律制心擅长养鹰隼。统和年间为归化州节度使。开泰年间，耶律制心拜上京留守，进汉人行宫都部署。封漆水郡王。他因为是皇后萧菩萨哥外弟，受到恩遇。当时酒禁甚严，有捕得私自酿酒之人，一饮而尽，笑笑并不怪罪。萧合卓用事，耶律制心上奏萧合卓少见识、无德行，辽圣宗皇帝沉默不语，遂忧郁。每逢皇宫内饮宴欢聚，制心总是找借口避开，皇后非常不高兴，认为制心不愿意和自己见面，制心回答说：“很少有富贵和宠信能够长久的，我只是为我们家族的未来忧虑。”太平年间，历中京、南京留守、南院大王，封燕王。一天沐浴更衣而卧，安然去世，年五十三岁，追赠政事令，追封陈王。